# Chaerilus lehtrarensis
Espèce
Chaerilus lehtrarensis est une espèce de scorpions de la famille des Chaerilidae.

## Distribution
Cette espèce est endémique du Pendjab au Pakistan. Elle se rencontre vers Lehtrar Bala.

## Étymologie
Son nom d'espèce, composé de lehtrar et du suffixe latin -ensis, « qui vit dans, qui habite », lui a été donné en référence au lieu de sa découverte, Lehtrar Bala.

## Publication originale
- Khatoon, 1999 : Scorpions of Pakistan (Arachnida: Scorpionida). Proceedings of Pakistan Congress of Zoology, vol. 19, p. 207-225.